# Auffangversicherungspflicht
Die Auffangversicherungspflicht wurde eingeführt, um einen umfassenden Krankenversicherungsschutz für alle in Deutschland lebenden Bürger sicherzustellen.

## Personenkreise
Die Auffangversicherungspflicht umfasst nach aus § 5 Abs. 1 Nr. 13 Fünftes Buch Sozialgesetzbuch (SGB V) (ggf. mit § 2 Abs. 1 Nr. 7 KVLG 1989 für die landwirtschaftliche Krankenversicherung) jene Personen, die keinen anderweitigen Anspruch auf Absicherung im Krankheitsfall haben und
- zuletzt gesetzlich krankenversichert waren oder
- bisher nicht gesetzlich oder privat krankenversichert waren, nicht hauptberuflich selbständig und nicht aufgrund des § 5 Abs. 1 bis 12 SGB V versicherungspflichtig oder aufgrund des § 6 Abs. 1, 2 SGB V versicherungsfrei sind.[1]

Gemäß § 9 SGB V sind freiwillig versicherte Mitglieder, selbständig Erwerbstätige und gemäß § 10 SGB V familienversicherte Mitglieder von der Auffangversicherungspflicht ausgeschlossen. Die Auffangversicherungspflicht umfasst die gleichen Personenkreise wie die Freiwillige Krankenversicherung. Eine Kündigung der Freiwilligen Versicherung gemäß § 191 Nr. 3 SGB V führt in die Auffangversicherungspflicht.
Bei Anspruch auf Absicherung im Krankheitsfall außerhalb der GKV und PKV durch bestimmte Sondersysteme – das Gemeinsame Krankheitsfürsorgesystem der EU, das NATO-Truppenstatut oder das Absicherungssystem einer Internationalen Organisation mit entsprechendem zwischenstaatlichen Sitzstaatsabkommen – gilt keine nachrangige Versicherungspflicht nach § 5 Abs. 1 Nr. 13 SGB V. Sobald diese Absicherung endet, wird bei der Prüfung des Tatbestandes „zuletzt versichert“ im Sinne des § 5 Abs. 1 Nr. 13 SGB V zunächst auf die Versicherungssystemzugehörigkeit vor der Absicherung im Sondersystem zurückgegriffen.

## Beitragsbemessung
Die Beitragsbemessung in der Auffangversicherungspflicht erfolgt identisch mit den Regelungen zur Freiwilligen Krankenversicherung. Dazu verweist der zur Bestimmung der beitragspflichtigen Einnahmen von Auffangversicherungspflichtigen geltende § 227 SGB V allein auf § 240 SGB V, der uneingeschränkt entsprechend anzuwenden ist.
Wie auch in der freiwilligen Versicherung wird die Beitragsbemessung einheitlich durch die Beitragsverfahrensgrundsätze für Selbstzahler (BVSzGs) des GKV-Spitzenverbandes geregelt, ermächtigt durch § 240 Abs. 1 Satz 1 SGB V. Das BSG hat die Zulässigkeit der BVSzGs entschieden.
Die BVSzGs konkretisieren den § 240 Abs. 1 Satz 2, Abs. 2 Satz 1 SGB V, wonach sicherzustellen ist, dass die Beitragsbelastung die gesamte wirtschaftliche Leistungsfähigkeit des Mitglieds berücksichtigt wozu mindestens die Einnahmen des Mitglieds zu berücksichtigen sind, die bei einem vergleichbaren versicherungspflichtigen Beschäftigten zugrunde zu legen sind. § 3 Abs. 1 BVSzGs konkretisiert, welche monatlichen Geldzuflüsse zur Bestimmung der wirtschaftlichen Leistungsfähigkeit herangezogen werden.
Als unterste Grenze der Beitragsbelastung gilt die Mindestbemessungsgrundlage. Liegt das Einkommen darunter, muss der aus der Mindestbemessungsgrundlage errechnete Beitrag entrichtet werden. Das ergibt sich aus der Mindestbeitrags- bzw. Allgemeinen Mindesteinnahmen-Regelung des § 240 Abs. 1 Satz 1 SGB V. Danach gilt für den Kalendertag mindestens der 90. Teil der monatlichen Bezugsgröße als beitragspflichtige Einnahme. Für den Monat, der gemäß § 223 Abs. 2 Satz 2 SGB V mit 30 Tagen zu bemessen ist, gelten daher 30/90 = 1/3 der monatlichen Bezugsgröße als Mindesteinnahmen. Als Bezugsgröße sind derzeit (Stand 2018) 3.045,00 Euro festgelegt. Die Mindestbemessungsgrundlage liegt somit auch in der Auffangversicherungspflicht bei 1015,00 Euro.
Der reguläre Krankenkassenbeitragssatz beträgt gemäß § 241 SGB V 14,6 Prozent, was zu einem Beitrag in Höhe von 148,19 Euro (Stand 2018) führt. Ohne Anspruch auf Krankengeld gilt der ermäßigte Beitragssatz von 14 Prozent, gemäß § 243 SGB V. Nach diesem ermäßigten Satz sind aktuell mindestens 142,10 Euro als Krankenkassenbeitrag zu entrichten.

## Träger der Beiträge
So wie auch freiwillige Mitglieder tragen jene, für die die Auffangversicherungspflicht durchgeführt wird, ihre Beiträge gemäß § 250 Abs. 3 SGB V allein und zahlen sie direkt an die Krankenkasse, § 252 Abs. 1 Satz 1 SGB V.
Gemäß § 20 Abs. 1 Nr. 12 SGB XI sind sie ebenfalls in der sozialen Pflegeversicherung pflichtversichert. Das Gleiche gilt gemäß § 20 Abs. 3 SGB XI auch für freiwillige Mitglieder. Die von ihnen gemäß § 59 Abs. 1 Satz 1 SGB XI ebenfalls selbst zu tragenden Beiträge werden gemeinsam mit dem Krankenkassenbeitrag von der Krankenkasse erhoben.
Studierende scheiden aus der KVdS gemäß § 5 Abs. 1 Nr. 9 SGB V aus
- wenn sie über das 14. Fachsemester hinaus studieren
- wenn sie das 30. Lebensjahr vollendet haben. Unabhängig von der Studiendauer ist das 30. Lebensjahr in der Regel die Grenze, welche die Durchführung der KVdS verhindert, selbst wenn ein Studium erst nach Erreichen dieser Altersgrenze aufgenommen wurde.

§ 240 Abs. 4 Satz 7 SGB V nimmt als Ausnahmeregelung für im Ausland studierende freiwillig Versicherte, ohne Beschränkungen die für Studierende in der KVdS geltenden § 236 und § 245 SGB V in Bezug.